# Helen Asemota
Helen Nosakhare Asemota es una bioquímica nigeriana radicada en Jamaica. Es profesora de Bioquímica y Biología Molecular y directora del Centro de Biotecnología de la Universidad de las Indias Occidentales en Mona, Jamaica. Su investigación desarrolla estrategias biotecnológicas para la producción y mejora de cultivos de tubérculos tropicales. Destaca por liderar grandes colaboraciones internacionales en biotecnología, así como por actuar como consultora internacional de biotecnología para la Organización de las Naciones Unidas.

## Biografía

### Primeros años y educación
Asemota nació en Nigeria. Obtuvo una Licenciatura en Ciencias de la Universidad de Benín, una Maestría en Ciencias de la Universidad Ahmadu Bello y un Doctorado en Filosofía de la Universidad de Frankfurt.

### Carrera
En 1990, Asemota se trasladó a Jamaica para ocupar el cargo de Profesora Honoraria Asociada en la Universidad de las Indias Occidentales. Fue nombrada Profesora en 1996 y ascendida a Decana en Bioquímica y Biotecnología en 1998. En 2003, Asemota fue promovida a Profesora de Bioquímica y Biología Molecular. Fue Profesora Titular en la Universidad de Shaw, Carolina del Norte, de 2005 a 2012. Durante este tiempo fue Jefa de la División de Nanobiología de la Iniciativa de Nanotecnología Shaw en el Centro de Investigación en Nanociencia y Nanotecnología (NNRC) de 2005 a 2009, Coordinadora del Programa de Ciencias de la Naturaleza y Ciencias Biológicas de 2009 a 2010, y Presidenta de la Junta de Revisión Institucional (IRB) de la Universidad de Shaw de 2006 a 2009, entre otros importantes cargos.
En 2013 fue nombrada Directora del Centro de Biotecnología, una unidad de investigación de la Universidad de las Indias Occidentales centrada en empresas de base biotecnológica.
Al momento de su ascenso a Profesora en 2003, Asemota era miembro de la Red de Biotecnología del Caribe, la Sociedad Bioquímica de Nigeria, la Organización del Tercer Mundo para la Mujer en la Ciencia y la Asociación Nigeriana de Mujeres en Ciencia, Tecnología y Matemáticas. Fue miembro del American Biographical Institute, de la National Geographic Society, del Instituto Nigeriano de Ciencia y Tecnología de los Alimentos y de la Academia de Ciencias de Nueva York.

### Investigación
Al mudarse a Jamaica, motivada por los problemas de producción y almacenamiento en la industria del ñame jamaicano, Asemota continuó investigando el ñame, fundando el proyecto multidisciplinario UWI Yam Biotechnology Project. Inicialmente investigó los efectos bioquímicos de la remoción de las cabezas de ñame al momento de la cosecha, una práctica agrícola común en el país caribeño. Durante las décadas siguientes, el equipo de investigación de Asemota ha investigado muchos aspectos de la bioquímica y fisiología del ñame, desde estudios de huellas dactilares de ADN de variedades de ñame jamaicanas hasta el metabolismo de los carbohidratos de los tubérculos almacenados.
Asemota ha sido investigadora principal del Instituto Nacional de Salud (NIH) y de la Fundación Nacional de Ciencias (NSF). Ha impartido clases en todo el mundo a estudiantes de pregrado, postgrado y postdoctorado, y ha supervisado o asesorado a por lo menos 30 estudiantes de postgrado en bioquímica o biotecnología. Tiene más de 250 publicaciones y es propietaria de cuatro patentes de su investigación.